# Mahjong-Schule
Eine Mahjong-Schule (chinesisch 麻將館 / 麻将馆, Pinyin májiāngguǎn, Jyutping maa4zoeng3gun2, kant. 麻雀館 / 麻雀馆,  máquèguǎn, Jyutping maa4zoek3gun2 – „besser Mahjong-Spielstätte, Mahjong-Spielsalon“, jap. 雀荘 jansō, selten 麻雀館 mājankan) ist eine lizenzierte Stätte in Hongkong, an der Personen über 18 Jahre Mahjong spielen können.
Seit 1871 ist privates Glücksspiel in Hongkong verboten. Da jedoch Mahjong ein derart populäres Spiel ist, wurden Stätten, in denen Mahjong gespielt wird, seitens der Hongkonger Regierung geduldet. Nach dem Zweiten Weltkrieg hat die damalige britische Kolonialregierung solche Stätten dazu aufgefordert Mahjong-Schullizenzen bzw. Tin-Kau-Lizenzen zu erwerben mit der Auflage, dass derartige Geschäfte unter der rechtsenglischen Bezeichnung Mahjong Schools (麻雀學校) betrieben werden – einer sogenannten „white lie“ (deutsch etwa „Notlüge, fromme Lüge, Schwindelei“), um das Verbot zu umgehen. In Anlehnung zur Anzahl der Spielsteine eines Mahjong-Spiels wurden 1956 144 Betriebslizenzen vergeben. Für die 1956 vergebenen 144 Lizenzen war das Police Licensing Office, kurz PLO, (警察牌照課 – „Lizenzierungsbüro der Polizei“) zuständig.

## Heutige rechtliche Lage
Obwohl die Mahjong-Schulen technisch gesehen „Schulen“ sind, werden die Lizenzen der Mahjong-Schule bzw. Tin-Kau-Lizenzen heute von der Hongkonger Fernseh- und Unterhaltungslizenzbehörde (englisch Television and Entertainment Licensing Authority, kurz TELA, 影視及娛樂事務管理處, kurz 影視處) ausgestellt. Die ursprünglich vom Police Licensing Office ausgestellten „alten“ Betreiberlizenen sind alle unbefristet und auf Lebenszeit des Lizenzbesitzers gültig. Sie haben juristisch einen einmaligen Ausnahmecharakter und neue Betreiberlizenzen gleicher Art wird es künftig nicht geben. Demnach kann das Betriebsrecht zwar auf eine neue Person übertragen werden oder „weitervererbt“ werden, wenn der Lizenznehmer verstirbt. Jedoch hat die neue Lizenzbehörde TELA beim Übertrag der „alten“ Lizenzen auf eine neue Person das Recht neue Betriebs- und Lizenzierungsbedingungen festzulegen, so dass auf lange Sicht praktisch immer weniger solcher privat betriebenen Mahjong-Spielstätten geben wird. Derzeit (Stand 2006) gibt es insgesamt noch etwa 60 Mahjong-Schulen in Hongkong. Die lizenzierten Mahjong-Schulen in Hongkong sind praktisch in jedem Distrikt Hongkongs zu finden, überwiegend jedoch in den dichtbesiedelten Stadtgebieten wie Tsuen Wan, Mong Kok, Yaumatei, Sham Shui Po, North Point und Wan Chai.

## Regeln
Wenn ein Spieler Mahjong in einer Mahjong-Schule spielt, muss er einen Anteil seines Gewinns bezahlen, wenn er ein Spiel gewinnt. Diese Beteiligung am Gewinn (ugs. kant. 抽水, Jyutping cau1seoi2 – „Gewinnabzug, Provision“) ist die Haupteinnahmequelle einer Mahjong-Schule. Um Spieler anzuziehen, bieten die Mahjong-Schulen freie Drinks, freies Essen, Karaoke und manchmal auch Hóngbāo („Rote Umschläge“). Zusätzlich zu Haus-Schiedsrichtern, haben moderne Mahjong-Schulen Überwachungskameras, um von Betrug und Diebstahl abzuschrecken.
Es gibt nur 0 fan Hand und 1 fan Hand „番“. Höhere Hand-Punkte zählen als 1 fan. Daher ist das Spieltempo ziemlich hoch, da die Spieler nicht viel Zeit darauf verschwenden hohe Punktezahlen zu erzielen.